# Émile Guyot
Pour les articles homonymes, voir Guyot.
Émile Guyot est un homme politique français né le 13 mars 1830 à Saint-Dizier (Haute-Marne) et décédé le 14 août 1906 à Meudon (Seine-et-Oise)

## Biographie
Médecin à Saint-Georges-de-Reneins, il est conseiller d'arrondissement. En 1873, il est élu député du Rhône et siège à l'extrême gauche. Il est réélu député en 1876 et fait partie des 363 qui refusent la confiance au gouvernement De Broglie. Réélu en 1877 et 1881, il se rapproche des opportunistes et des radicaux. Il est sénateur du Rhône de 1882 à 1906, inscrit au groupe de l'Union républicaine. Il est questeur du Sénat en 1889.

## Sources
- « Émile Guyot », dans Adolphe Robert et Gaston Cougny, Dictionnaire des parlementaires français, Edgar Bourloton, 1889-1891 [détail de l’édition]
- « Émile Guyot », dans le Dictionnaire des parlementaires français (1889-1940), sous la direction de Jean Jolly, PUF, 1960 [détail de l’édition]